# Vilém Petrželka
Vilém Petrželka (Brno, 10 de septiembre de 1889 - Brno, 10 de enero de 1967) fue un compositor checo.
Petrželka fue alumno de Leoš Janáček, Vítězslav Novák y Karel Hoffmeister. A partir de 1914 impartió clase de composición en el Conservatorio, la Academia de Música y Artes Dramáticas Janáček y de la Sociedad Filarmónica de Brno. Entre sus alumnos se cuenta el compositor Jan Novák.
Compuso una ópera, un drama sinfónico, cuatro sinfonías y dos sinfoniettas, música de cámara, cantatas, obra coral y canciones.
- Datos: Q1357733
- Multimedia: Vilém Petrželka / Q1357733